# Centre Cultural La Marineta
El Centre Cultural La Marineta és un equipament cultural municipal de Mollet del Vallès inaugurat l'any 1987, que ocupa una antiga masia d'estil gòtic-renaixentista, Mas Ombert de Mollet, del segle xvi. Deu el seu nom a l'antic Hostal La Marinette.

## Història
L'origen històric de l'edifici es remunta al Mas Ombert de Mollet del segle xvi, d'estil gòtic-renaixentista i ubicada a l'actual plaça de l'Església. La primera menció de les terres data de l'any 1429, quan les terres de la sagrera de l'antiga parròquia de Sant Vicenç de Mollet foren cedides a Jaume Ombert. L'any 1520 les terres eren propietat de Bernat Mascaró, com a usufructuari, i de Clara Ombert, la seva muller, propietària hereva de Jaume Ombert, qui feu construir l'actual casa l'any 1567. Bescanviat el nom més tard pel de Mas Umbert, fou venut, conjuntament amb el Mas Masó de Parets de Vallés, a favor de Pau Bosch, corredor del noble Francesc de Calderó i Resplans, pel preu de 4.800 lliures. La venda fou signada per Francesc Vidal, pagès usufructuari, i Caterina Masó, propietària del mas, i fou autoritzada per «lo discret Francesc Maurici» el 4 de juliol de 1687.
La casa, propietat de la família Calderó, fou reformada a finals del segle xvii, però durant la Guerra del Francès fou cremada. Rehabilitada per Jeroni de Calderó i Conesa l'any 1828, la masia fou arrendada a un hostaler i comença a ser considerada com hostal a partir de l'any 1863, ja que servia de parada i fonda de viatgers i diligències del camí ral de Barcelona a Vic. Durant el segle xviii, l'edifici, conegut amb el nom d'Hostal d'en Calderó, tenia una planta baixa i un pis de tres cossos, la cotxera al costat dret i un pati a l'esquerra.
En el decurs dels anys es desmillorà l'hostal, per aquest motiu, l'any 1920 el seu propietari, Miquel Bosch de Calderó, va encarregar les obres de restauració a l'arquitecte Josep Goday i Casals, parent seu. S'hi portaren a terme l'adaptació del passatge de la Marineta i de l'estable com a cotxeres de carros, cavalleries i primers automòbils, per altra banda, va remodelar-se l'escala de fusta amb balaustrada i galeria al pis, així com van redistribuir-se les habitacions. També foren realitzades els esgrafiats de la façana principal, elements més vistosos i emblemàtics de l'edifici. Durant aquest període, se'l comença a denominar com Hostal La Marinette, en al·lusió a Maria Damm Calàs, dona de Miquel Bosch, nascuda a l'Alsàcia, que li va dedicar el nom per haver-lo encoratjat a fer les obres de l'edifici.
L'hostal fou arrendat a Salvador Canals entre 1921 i 1929, i posteriorment, per Salvador Llavina. Aquest havia acceptat l'explotació de l'hostal, ja que el llavors alcalde de Mollet del Vallès, Joan Serra i Masachs, li va prometre que davant de l'edifici hi hauria la parada final del nou servei d'autobusos de Mollet-Barcelona, durant la celebració de l'Exposició Universal de 1929. Aquest fet li aportà molta clientela al seu negoci. Durant la meitat del segle xx, l'Hostal La Marinette fou un centre de vida social i cultural de Mollet del Vallès, també acollí la seu de diverses entitats culturals i esportives locals, com per exemple la Societat Coral El Clavell o el Club de Futbol Mollet, entre d'altres. L'any 1952, Llavina traspassà el negoci al seu nebot Josep, i, anys més tard, fou traspassat a Jaume Marc i Regina Agudo, darrers hostalers de l'edifici. L'any 1968 Margarida Rabasa i Negre, conjuntament amb Jaume Masferrer i Pujal, va comprar l'hostal i, posteriorment, el ven a l'Ajuntament l'any 1984 per un preu de 5.5 milions de pessetes. Després d'una profunda reforma, l'any 1987 el Consistori local inaugura l'antic edifici com el primer centre cultural de la ciutat.

## Arquitectura
Es tracta d'un edifici aïllat dins del nucli urbà, amb parets mitgeres a un metre de la planta baixa, orientació sud-est. Consta de planta baixa i pis. La coberta és a dues vessants. Les finestres allindades amb guardapols. En els panys de paret, entre les tres finestres de la planta pis, es dibuixen tres esgrafiats de factura barroca, dissenyats per Francesc Canyelles i executats per Ferran Serra i Sala. Un es troba al damunt de la finestra central i representa dos grans gerros de flors, i els altres dos al costat de dita finestra, un d'ells respon a un rellotge de sol amb el seu gnòmon i l'altre té inscrita la llegenda «LA MARINETA». Aquest últim, tenia inscrit anteriorment «HOSTAL LA MARINETTE».
Al llindar de les tres finestres del frontispici hi ha gravada la inscripció:
| « | EN L'ANY 1567 JAUME OMBER ME FECIT | » |